# Pink Pistols
 (mars 2021).
Si vous disposez d'ouvrages ou d'articles de référence ou si vous connaissez des sites web de qualité traitant du thème abordé ici, merci de compléter l'article en donnant les références utiles à sa vérifiabilité et en les liant à la section « Notes et références ».
Pink Pistols est une association homosexuelle en faveur des armes à feu aux États-Unis. Son slogan est « Un gay armé ne se fait pas frapper » (« Armed gays don't get bashed »), ou encore « Prends-t’en à quelqu’un de ton propre calibre » (« Pick on someone your own caliber »). Fondée en juillet 2000 par Doug Krick, un activiste libertarien du Massachusetts, l'organisation est composée dans les années 2010 d'une quarantaine de sections d'homosexuels détenteurs d'armes. L'adhésion à l'association est ouverte à tous, sans condition ni d'homosexualité, ni de détention d'arme.

## Description
L'orientation politique des Pink Pistols est considérée comme atypique aux États-Unis en ceci qu'elle semble concilier l'inconciliable aux yeux de l'opinion publique, qui considère globalement la légitimité de la détention d'armes comme un thème cher aux conservateurs républicains, alors même que les questions liées à la liberté sexuelle sont traditionnellement défendues par les progressistes démocrates. Il n'y a toutefois objectivement rien de contradictoire dans la concomitance de ces deux prises de position au sein d'une même structure, et il existe d'ailleurs aux États-Unis d'autres organisations pro-armes, tel Democrats for the Second Amendment, dont le principal cheval de bataille ne réside pas dans la défense de la légitimité de la détention d'armes.